# Elektromobilität

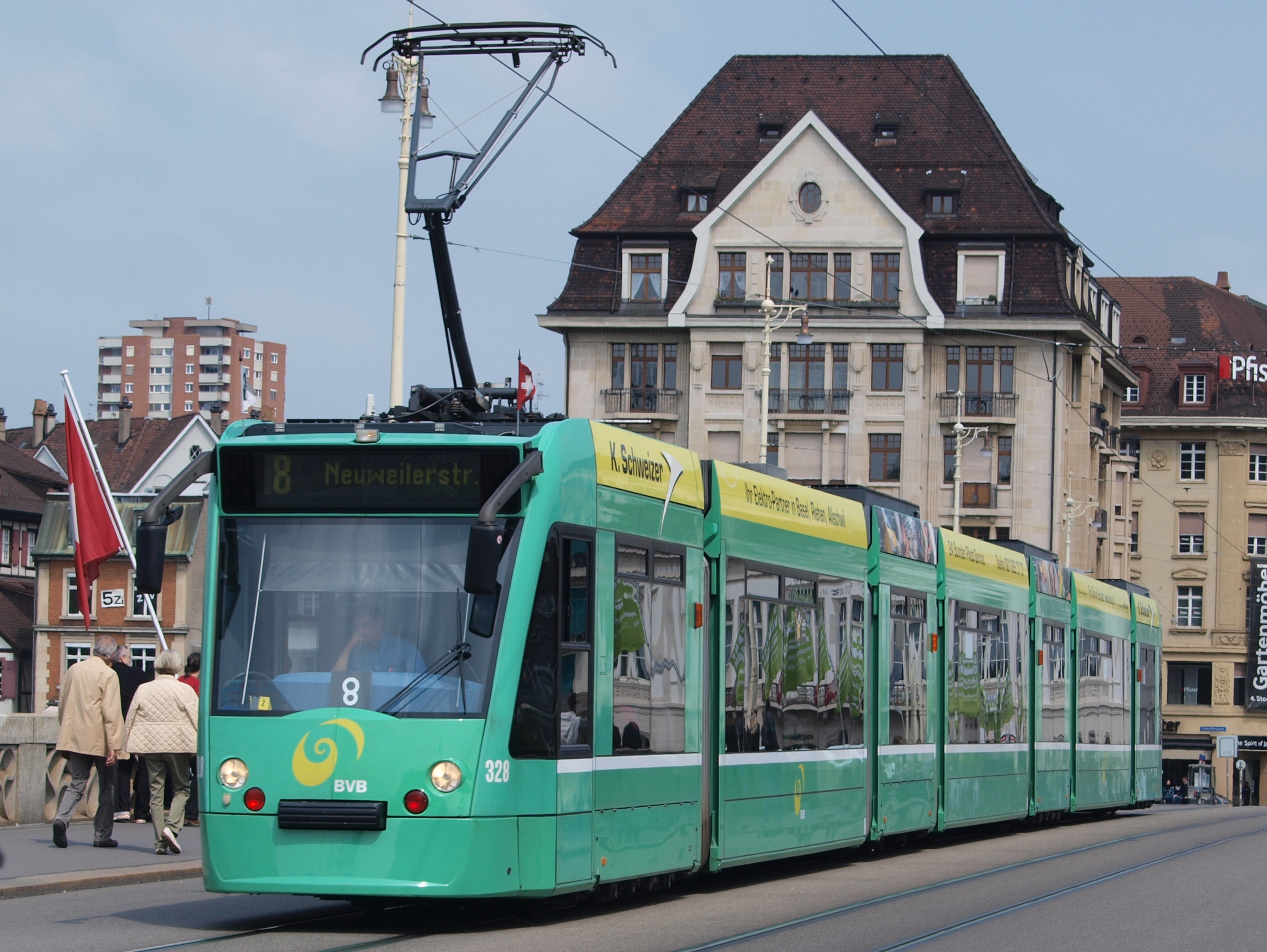
Elektrische Straßenbahn in Basel

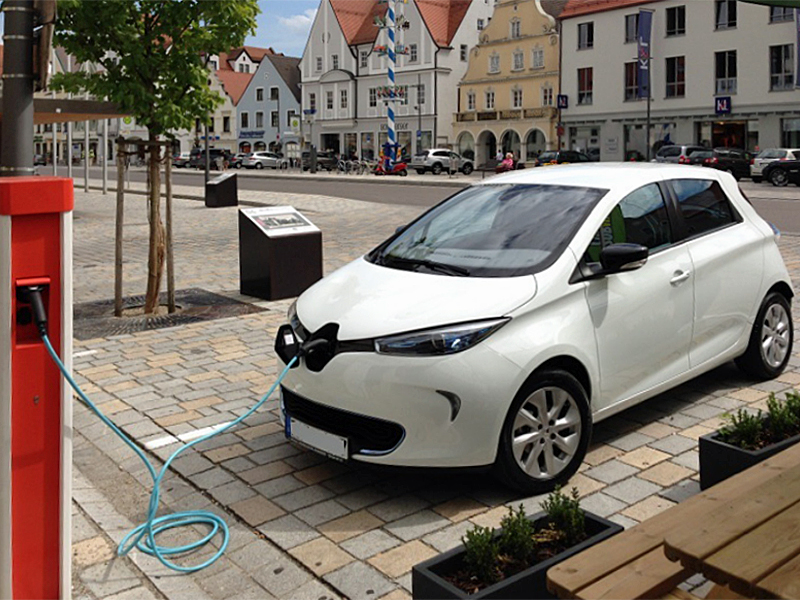
Elektroauto an einer Ladestation

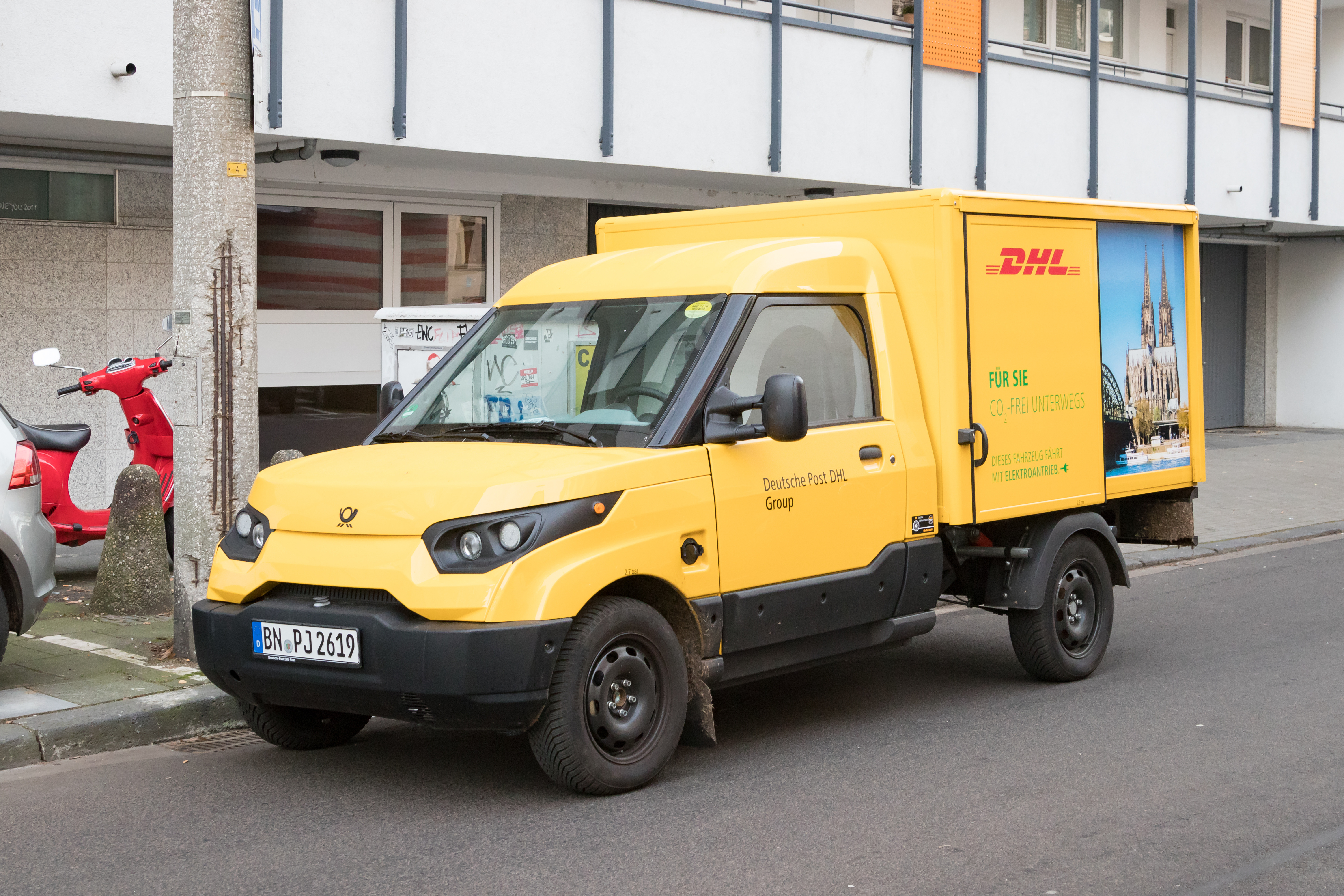
Streetscooter der Deutschen Post

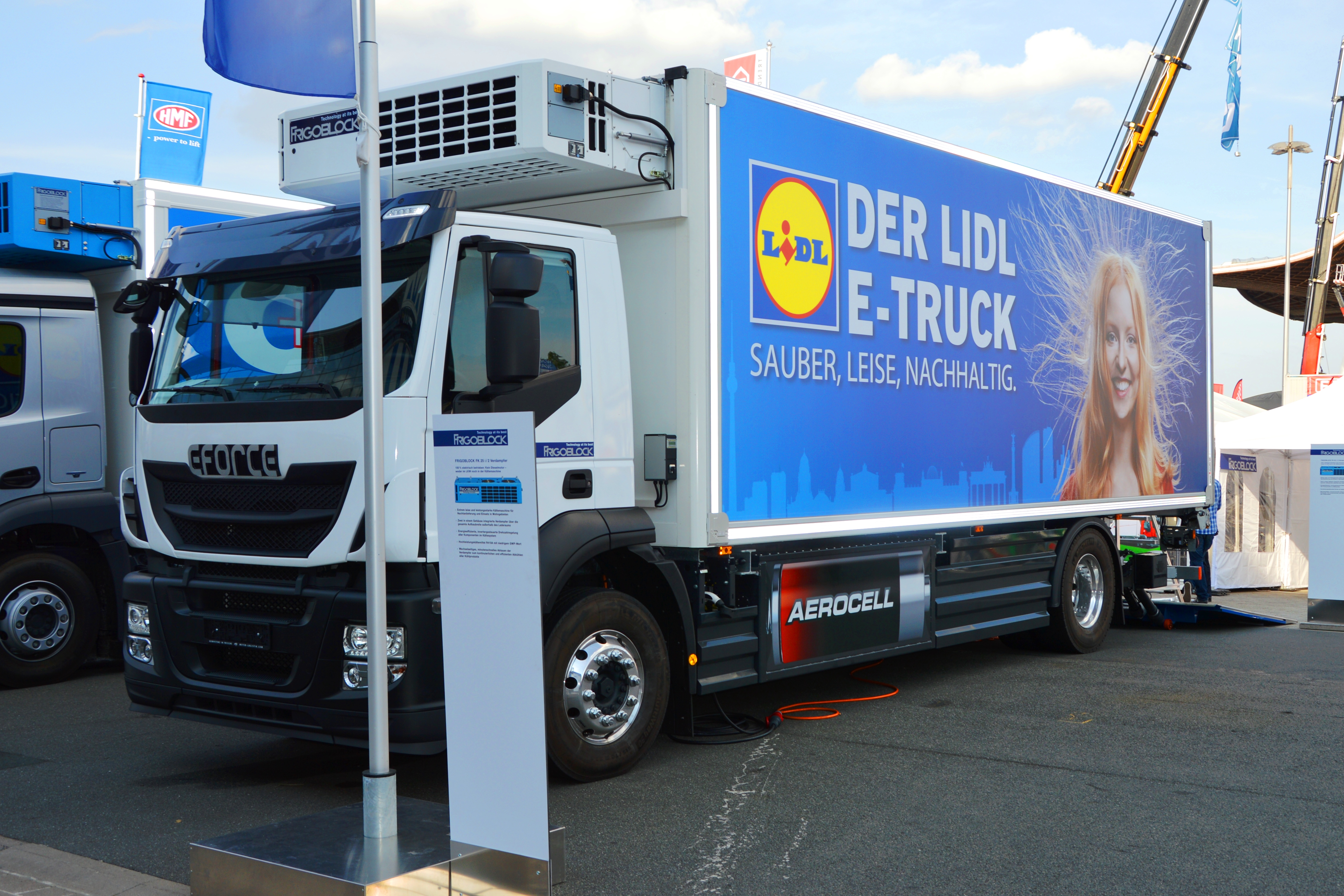
Elektrolastkraftwagen e-Force One

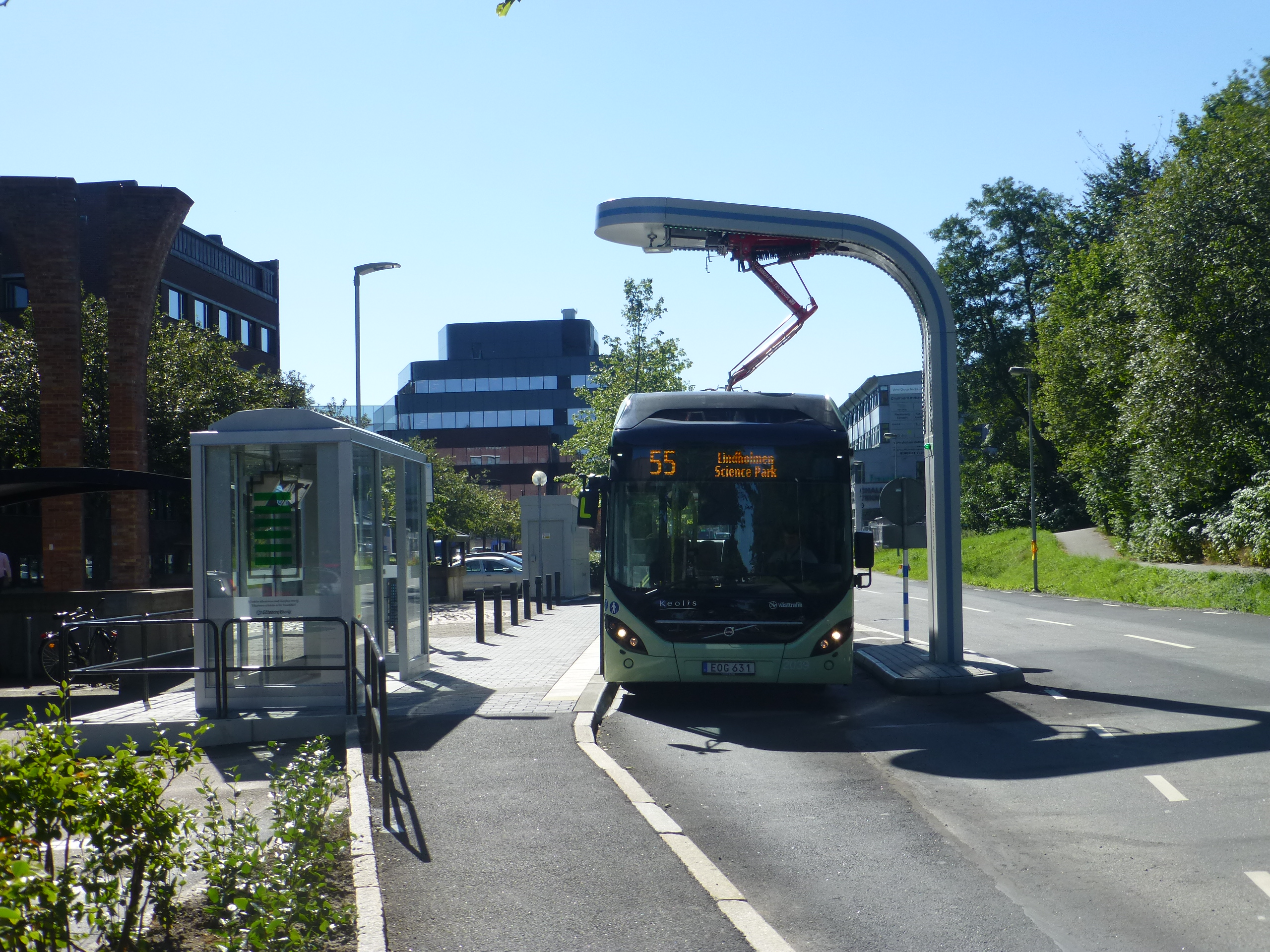
Batteriebus an einer Ladestation

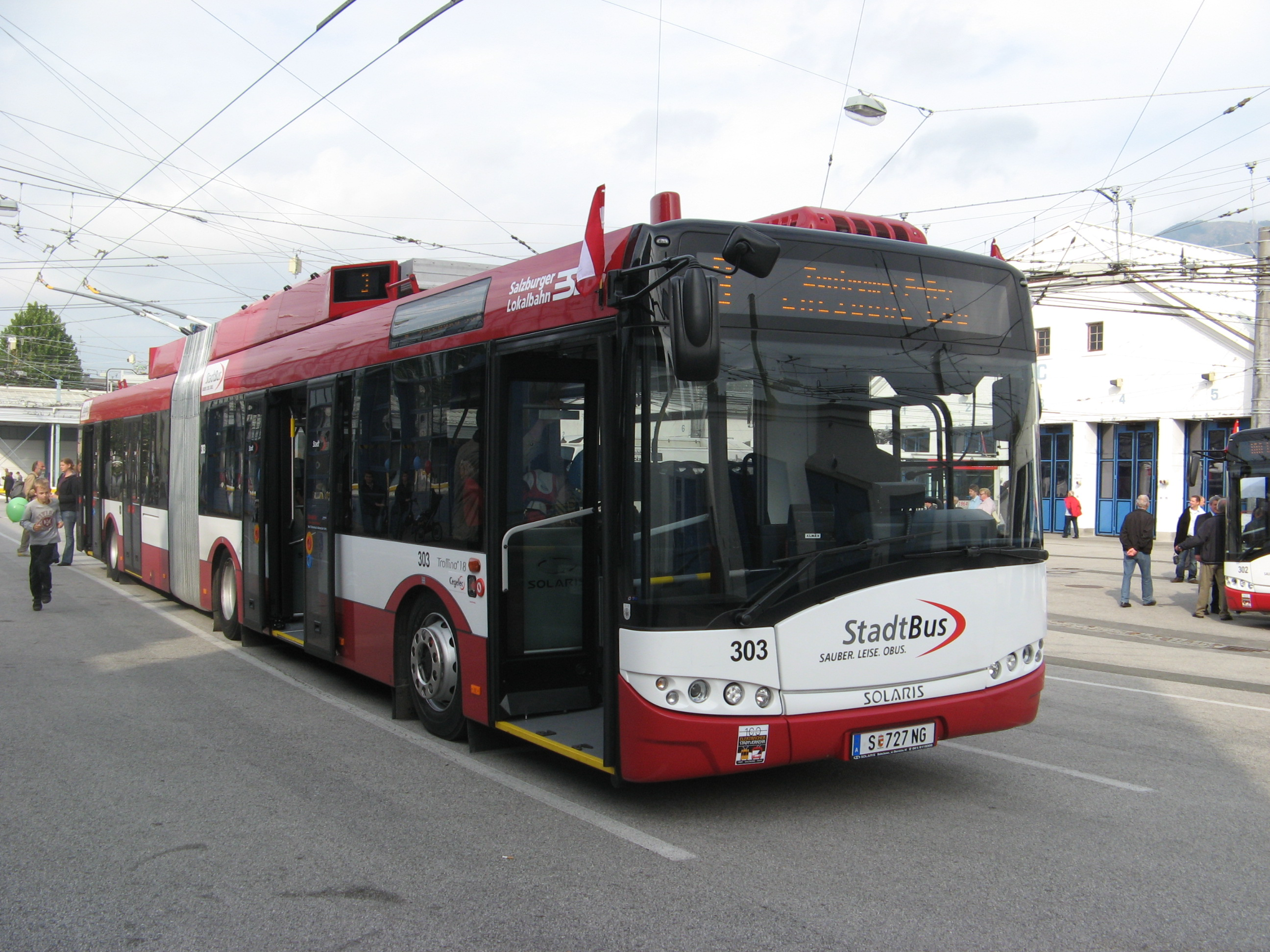
Oberleitungsbus in Salzburg

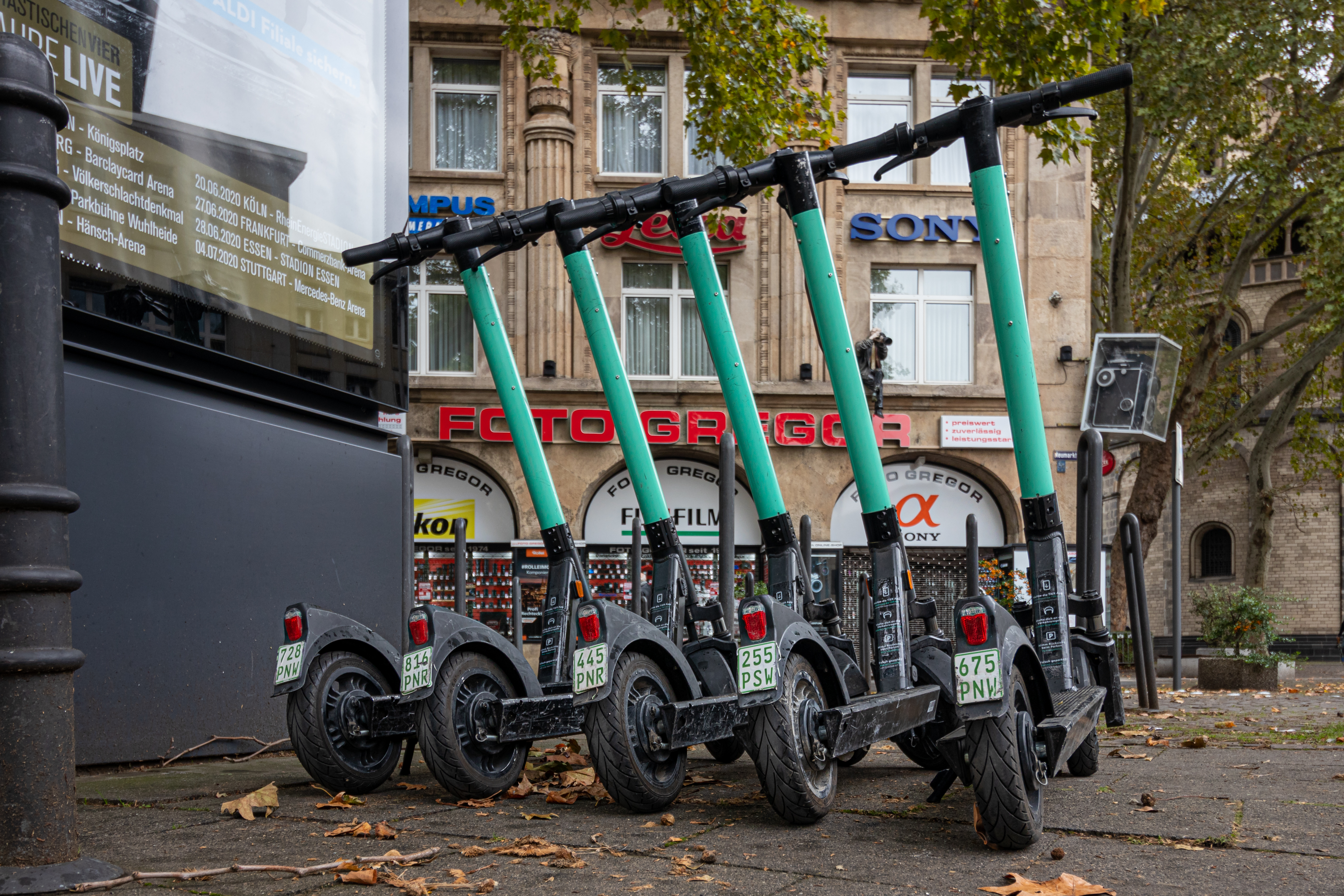
Leih-E-Scooter in Köln

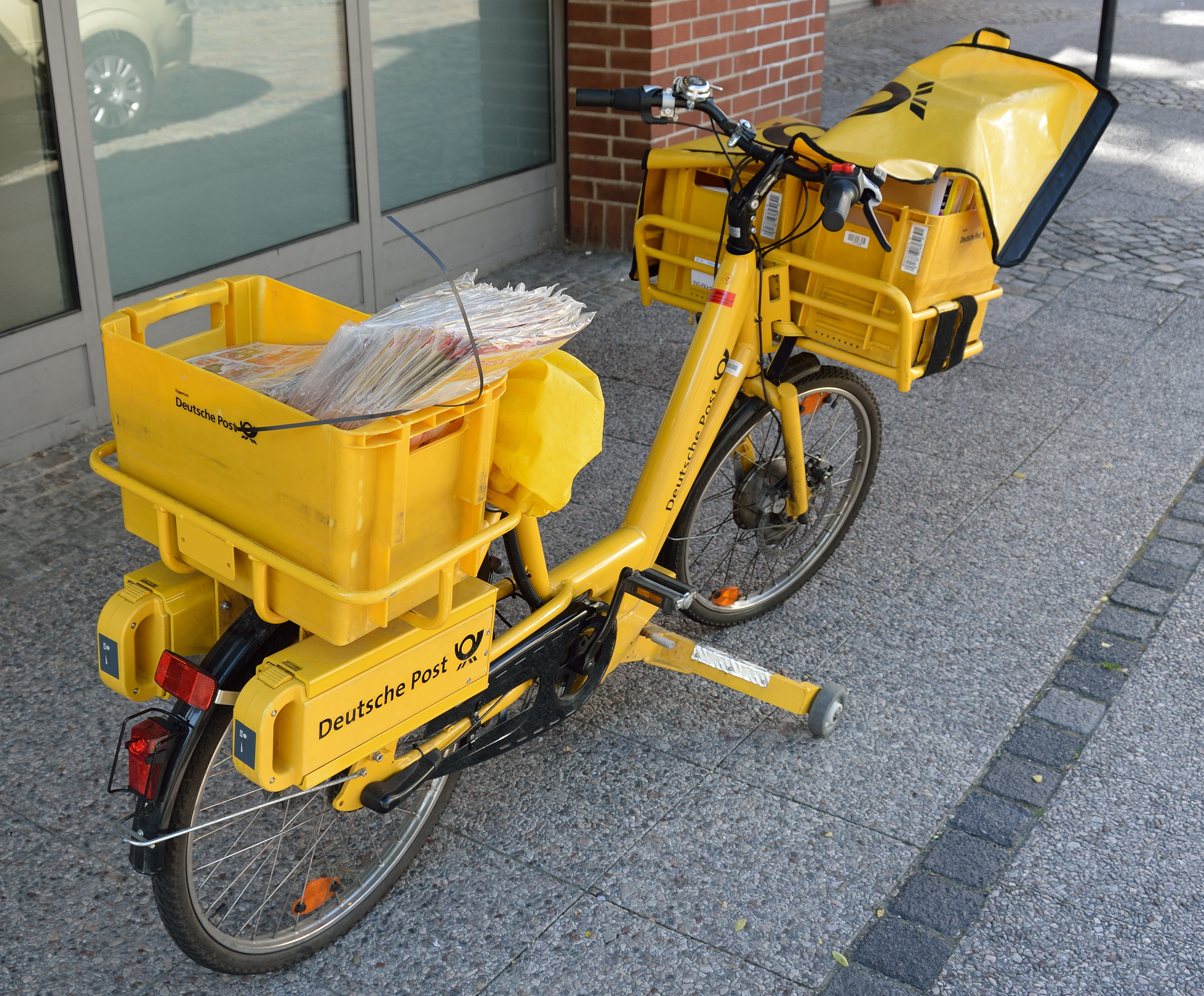
Elektrofahrrad der Deutschen Post

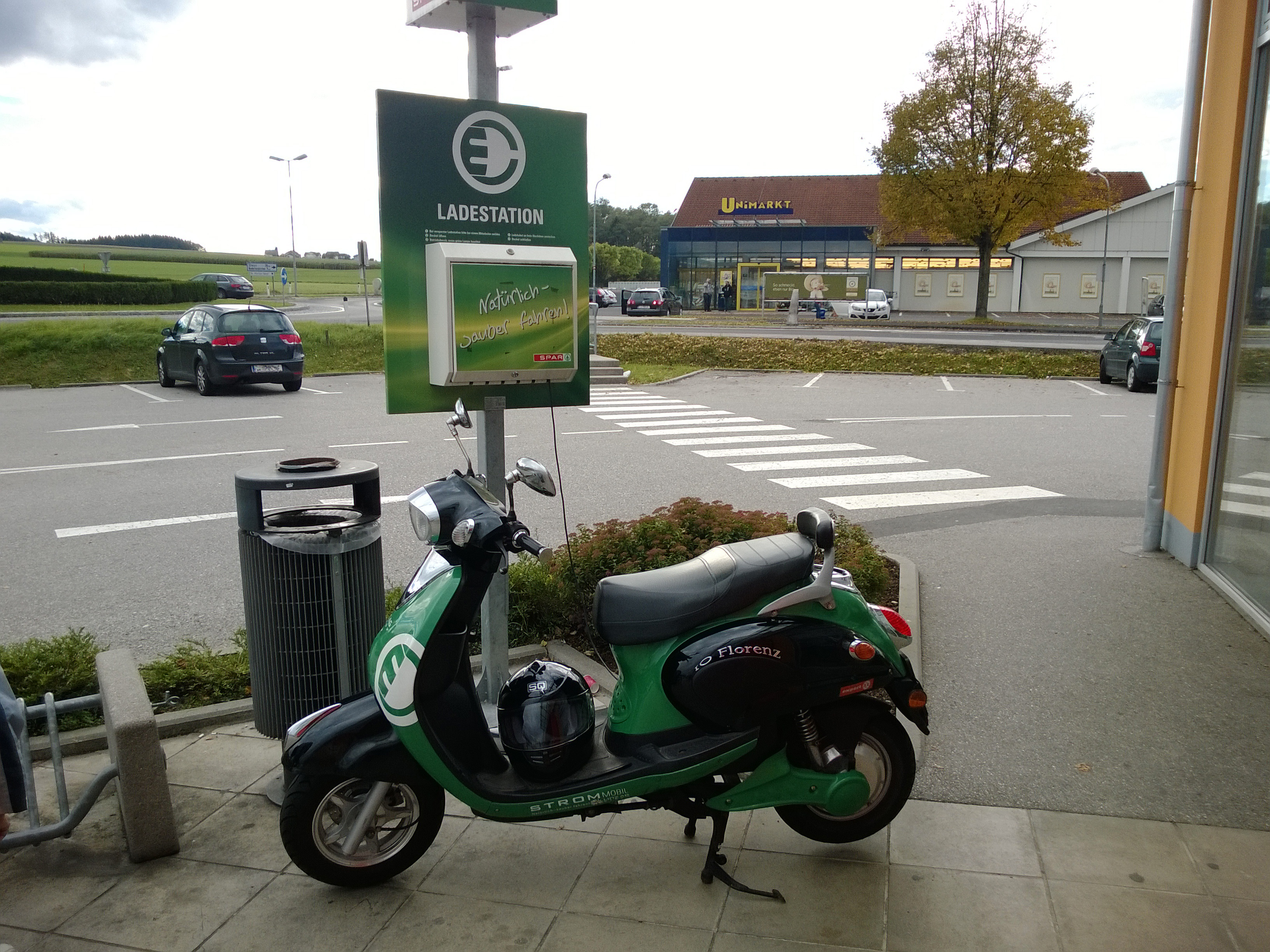
Elektromotorroller

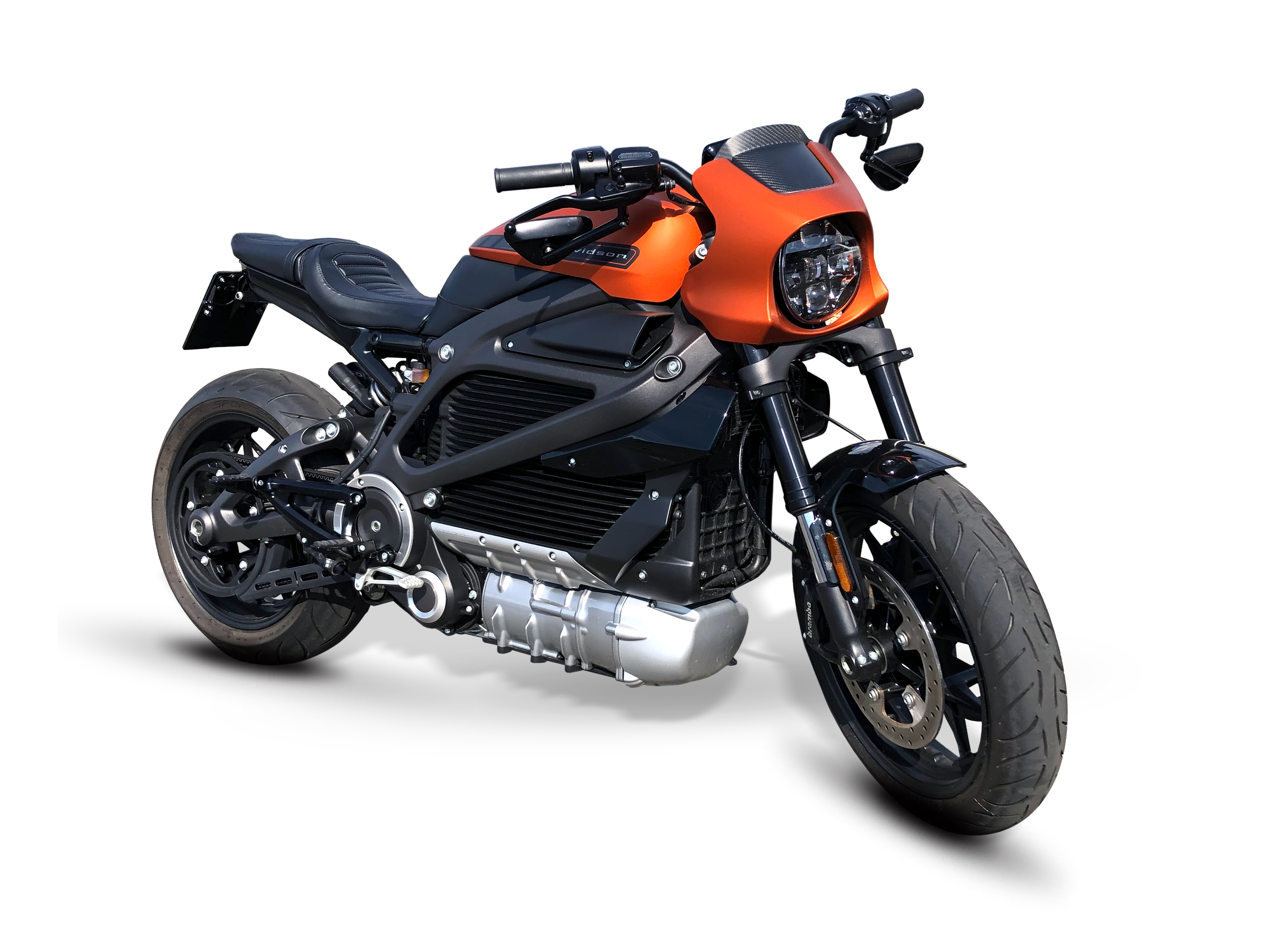
Elektromotorrad Harley-Davidson LiveWire

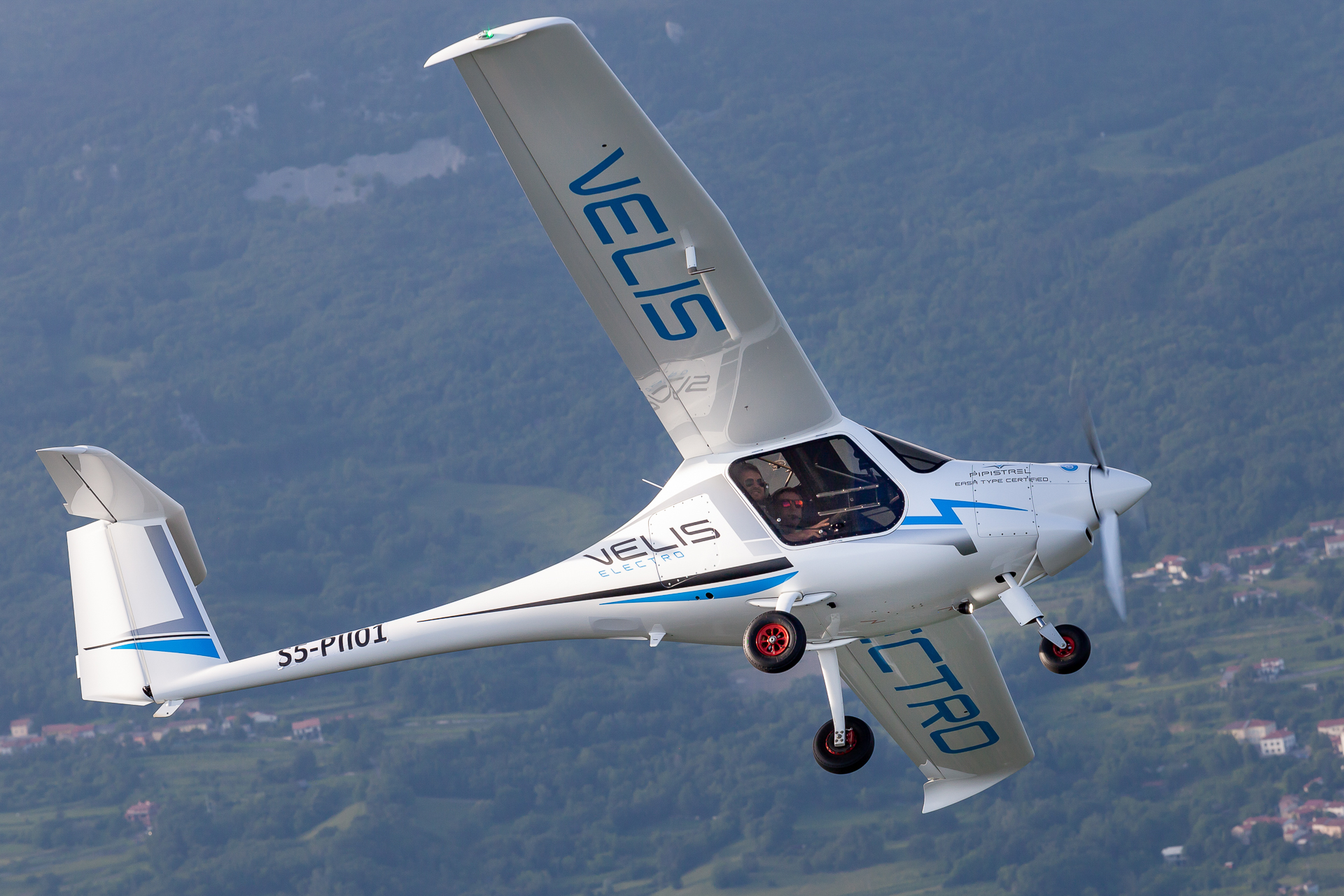
Elektroflugzeuge mit Typzulassung seit 2020

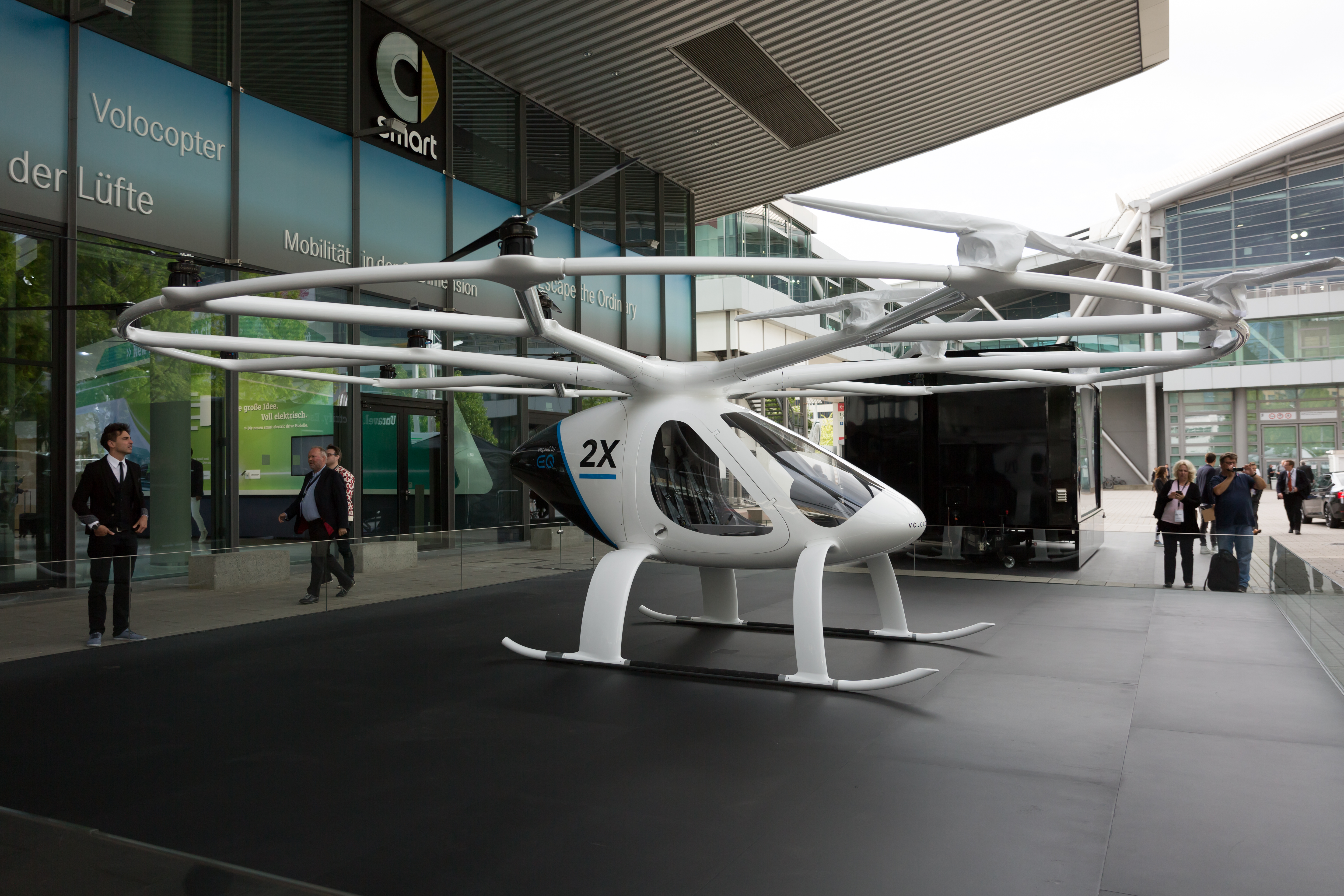
Volocopter 2X

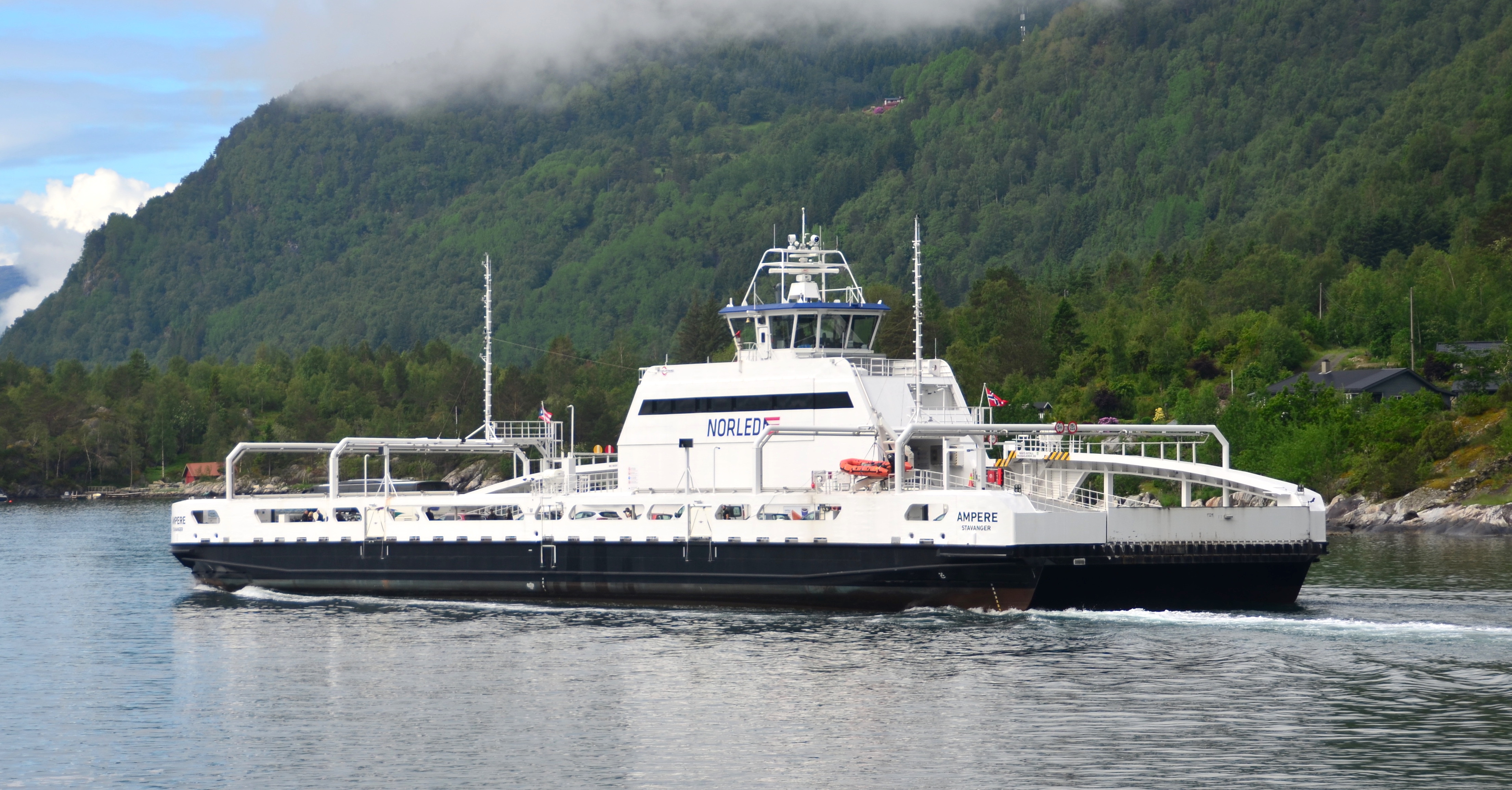
Elektro-Fähre Ampere in Norwegen

Elektromobilität beschreibt die Beförderung von Personen und Gütern mithilfe elektrischer Antriebe. Die zum Antrieb benötigte elektrischer Energie wird von außen zugeführt (z. B. per Stromschiene) oder in einer Antriebsbatterie im Fahrzeug mitgeführt. Die Stromversorgung über Kabel, insbesondere über Oberleitungen bei Zügen, ist seit ca. 100 Jahren etabliert. Fahrzeuge, die das „Kraftwerk“ an Bord haben, wie dieselelektrische Lokomotiven oder Hybridelektrokraftfahrzeuge, werden aufgrund der lokalen Emissionen nicht als vollwertig elektromobil betrachtet. Als möglichst lautlose und abgasfreie Energiespeicher wurden Bleibatterien auf Bleibasis, Druckluftspeicher, Schwungradspeicher u. ä. ausprobiert, aber erst der Lithium-Ionen-Akkumulator konnte zunächst Unterhaltungselektronik (1990er Jahre) und dann auch PKW kommerziell erfolgreich rein elektrisch antreiben.
Die Elektromobilität gilt als zentraler Baustein eines nachhaltigen und klimaschonenden Verkehrssystems auf Basis erneuerbarer Energien, wie es mit der Verkehrswende angestrebt wird. Gemäß Weltklimarat IPCC besitzen Fahrzeuge mit elektrischem Antrieb, die mit Strom aus emissionsarmen Quellen angetrieben werden, über ihren gesamten Lebenszyklus das größte Klimaschutzpotential aller landgebundenen Transporttechnologien.

## Geschichte
Der Elektromotor war nach der Dampfmaschine die zweite maschinelle Antriebsart für Fahrzeuge. Erst später kam als dritte Antriebsart noch der Verbrennungsmotor hinzu. In den 1830er Jahren soll Robert Anderson bereits einen „Elektrokarren“ gebaut haben. Erste Elektrofahrzeuge für den Schienenverkehr wurden 1842 von Robert Davidson (1804–1894) auf der Strecke Edinburgh–Glasgow, 1851 von Charles Grafton Page (1812–1868) bei Washington, D.C. und 1879 von Werner Siemens in Berlin erprobt bzw. betrieben.
Das erste dreirädrige Elektrofahrzeug für die Straße, das Trouvé Tricycle, wurde von Gustave Trouvé in Paris im Jahr 1881 gebaut. Es wird oft mit dem wenig später gebauten Ayrton & Perry Electric Tricycle verwechselt. Während das Trouvé Tricycle noch den Pedalantrieb besaß (und somit im engen Sinn ein Moped darstellt), konnte das Ayrton & Perry Electric Tricycle nur rein elektrisch betrieben werden.
Als erstes vierrädriges Elektrofahrzeug gilt der Flocken Elektrowagen, der 1888 von dem Coburger Fabrikanten Andreas Flocken entwickelt wurde. Dieses erste „echte“ Elektroauto entstand durch Integration eines Elektroantriebs in einen Kutschwagen. Die Kutschenräder wurden rund ein Jahrzehnt später durch Räder mit Gummibereifung ersetzt, was bis heute bei Elektroautos die übliche Bereifung geblieben ist.

## Unterscheidung nach Energiequelle

### Stromnetz

#### Stromschiene und Oberleitung
Elektrischen Schienenfahrzeuge und Oberleitungsbusse werden während der Fahrt über eine Infrastruktur von Stromschienen bzw. Oberleitungen mit elektrischer Energie aus dem Stromnetz versorgt. Zudem werden Oberleitungen über Straßen für Oberleitungslastkraftwagen erprobt. Der Vorteil dieser Energieversorgung ist, dass keine bzw. nur eine geringe Menge Energie im Fahrzeug gespeichert werden muss.

#### Batterieelektrisches Fahrzeug
Batterieelektrische Fahrzeuge (englisch battery electric vehicle, kurz BEV) nutzen als alleinige Energiequelle eine Antriebsbatterie, die per Stecker oder Stromabnehmer mit elektrischer Energie aus dem Stromnetz aufgeladen wird. In jüngster Zeit wurden große Fortschritte in der Akkumulatorentechnik erzielt, insbesondere bei den Kosten der Akkus. Mit einer Verdopplung der Produktion sinken die Akkupreise um ca. 6–9 %. Lagen die Kosten 2007 noch bei mehr als 1000 $/kWh, konnten große Elektroautohersteller im Jahr 2014 ihre Akkus bereits zu Kosten von ca. 300 $/kWh kaufen. Es wird davon ausgegangen, dass Elektroautos ab Akkukosten von ca. 150 $/kWh wirtschaftlich mit herkömmlichen Autos mit Verbrennungsmotor konkurrieren können. Im Juli 2024 lag der Preis für Lithium-Eisenphosphat-Akkumulatoren in China bei 53 USD pro kWh. Dadurch sind zu diesem Zeitpunkt 2/3 der Elektroautos in China, dem weltweit größten Automarkt, günstiger als vergleichbare Autos mit Verbrennungsmotor. Ebenso haben Zyklenfestigkeit und Lebensdauer so zugenommen, dass die Akkus heute für ein Autoleben ausreichen. Aufgrund des vorrangig mit der Elektromobilität in Verbindung stehenden Anstiegs der Nachfrage nach Lithium stehen Fortschritten in der Akkumulatorentechnik jedoch zunehmend Preisanstiege bei den Rohstoffen entgegen, so hat sich der Lithium-Preis innerhalb eines Jahres (Stand September 2017) verdoppelt. Gleichzeitig ist die erhebliche Steigerung des Lithiumabbaus im Zuge des erhöhten Bedarfs an Lithium-Ionen-Akkumulatoren mit negativen Auswirkungen auf die Umwelt in den Ländern der Rohstoffgewinnung verbunden. Als Energiespeicher haben sich bis 2024 vor allem Lithium-Ionen-Akkumulatoren der Typen Nickel-Mangan-Cobalt (NMC) und Lithium-Eisenphosphat (LFP) durchgesetzt. Als preisgünstige und umweltfreundliche Alternative werden immer häufiger Natrium-Ionen-Akkumulatoren genutzt.

### Elektrischer Generator an Bord

#### Brennstoffzellenfahrzeug
Als Alternative batterieelektrischen Fahrzeugen werden immer wieder Brennstoffzellenfahrzeuge (englisch fuel cell electric vehicle, kurz FCEV) angeführt. Diese erzeugen die benötigte elektrische Energie durch die Umwandlung von Wasserstoff mithilfe einer Brennstoffzelle im Fahrzeug. Durch die mehrfache Energieumwandlung entsteht ein deutlich schlechterer Wirkungsgrad als bei Akkumulatoren, jedoch kann der Wasserstoff in wenigen Minuten nachgetankt werden. Auch Brennstoffzellenfahrzeuge sind wie batterieelektrische Fahrzeuge lokal emissionsfrei.
Toyota hat mit dem Mirai bereits seit 2014 einen Brennstoffzellen-Pkw auf dem Markt. Aktuell hat kein deutscher Hersteller (Stand 2024) ein Brennstoffzellenauto im Angebot.

#### Dieselelektrischer Antrieb
Beim dieselelektrischen Antrieb wird über elektrische Energie mit Hilfe eines Dieselmotors und eines Generators erzeugt und für den Antrieb durch einen Elektromotor genutzt. Diese Form der Energieübertragung wird z. B. bei Lokomotiven, Schiffen, U-Booten und großen Lastkraftwagen eingesetzt, wo das Getriebe durch einen starken Verbrennungsmotor überlastet wäre.

#### Kernenergieantrieb
Beim Kernenergieantrieb wird über elektrische Energie mit Hilfe eines Kernreaktors und eines Generators erzeugt und für den Antrieb durch einen Elektromotor genutzt wird. Der Kernenergieantrieb wird z. B. bei U-Booten eingesetzt.

### Hybridelektrokraftfahrzeug
Hybridelektrokraftfahrzeuge (englisch Hybrid Electric Vehicle, HEV) nutzen eine Antriebsbatterie zusätzlich zu einer herkömmlichen Energieversorgung per Kraftstoff, Stromschiene oder Oberleitung. Beim seriellen Hybridantrieb wird der Kraftstoff mit Hilfe eines Verbrennungsmotors und eines Generators oder mit Hilfe einer Brennstoffzelle in elektrische Energie umgewandelt. Die elektrische Energie wird direkt für den Antrieb oder zum Aufladen der Batterie benutzt. Die Antriebsbatterien von Hybridfahrzeugen haben meist einen relativ geringen Energieinhalt im Vergleich zu batterieelektrischen Fahrzeugen und sind somit günstiger in der Herstellung.
Eine besondere Art von Hybridfahrzeugen sind Plug-in-Hybrid-Fahrzeuge (englisch plug-in hybrid electric vehicle, kurz PHEV), die  per Stecker aufgeladen werden können. Dadurch ist es möglich, wie bei batterieelektrischen Fahrzeugen die Energie aus dem Stromnetz zu beziehen und zumindest kurze Strecken lokal emissionsfrei zu fahren.

## Fahrzeugarten

### Elektrische Schienenfahrzeuge
Bei den spurgeführten Verkehrssystemen konnten sich schon seit Ende des 19. Jahrhunderts zahlreiche elektrische Systeme etablieren, die in den meisten Fällen über eine Infrastruktur von Stromschienen oder Oberleitungen mit elektrischer Energie versorgt werden. Zahlreiche Baureihen von Elektrolokomotiven und elektrischen Triebwagen führten zu einer heute weit fortgeschrittenen Technologie der elektrischen Traktion. Auch unabhängig vom Elektronetz kann mit dieselelektrischen Lokomotiven oder Akkumulatortriebwagen schon vielfach die Effizienz der Hybrid-Technologie genutzt werden. Elektrische Schienenfahrzeuge gibt es z. B. als S-Bahn, U-Bahn, Straßenbahn und Magnetschwebebahn. 
Züge mit Brennstoffzellenantrieb werden in Deutschland seit 2018 eingesetzt.

### Elektroauto
Elektroauto sind hauptsächlich mit Hybridantrieb (PHEV) oder batterieelektrischem Antrieb (BEV) verbreitet. Weltweit wurden von 2013 bis Ende 2022 über 19 Mio. Elektroautos (BEV) verkauft (71 % von 26,8 Mio. PHEV u. BEV). Bezogen auf den Weltgesamtfahrzeugbestand 2022 von über 1,5 Milliarden Fahrzeugen entspricht das einem Anteil von ungefähr 1,3 Prozent. Brennstoffzellenautos werden seit 2014 in Serie produziert (z. B. Toyota Mirai) aber sind bisher wenig verbreitet.

### Elektrolastkraftwagen
Elektrolastwagen gibt es in verschiedenen Gewichtskategorien und mit verschiedenen Arten der Energieversorgung. Die verbreitetste Art ist der batterieelektrische Antrieb, der in Europa zunehmend Verbreitung findet. Oberleitungslastkraftwagen wurden auf Teststrecken erprobt aber haben bisher kaum Verbreitung gefunden.

### Busse
Oberleitungsbusse werden im öffentlichen Personennahverkehr eingesetzt. Die ersten Anlagen wurden zu Beginn des 20. Jahrhunderts eröffnet, weltweit existierten Ende des Jahres 2021 insgesamt 272 Oberleitungsbus-Betriebe in 47 Staaten.
Batteriebusse sind mittlerweile in großer Zahl im Einsatz und ersetzen zunehmend Busse mit Dieselmotor insbesondere in Ballungszentren. Auch Reisebusse gibt es rein elektrisch wie beispielsweise den BYD C9 oder vom Hersteller Yutong.

### Leichtelektromobil
Elektrische Leichtkraftfahrzeuge sind z. B. der CityEL, Sam sowie das Twike (max. 85 km/h) und der Renault Twizy.

### E-Tretroller
Seit den 2010er Jahren haben sich die Elektro-Tretroller, auch E-Scooter genannt, etabliert. Diese haben sich im 21. Jahrhundert fast explosionsartig in vielen Ländern verbreitet. Sie gelten als Bindeglied zwischen Fahrzeugen mit längeren Reichweiten und den Hilfen für die letzte Meile.

### E-Bike
E-Bikes (auch Elektrofahrrad oder teilweise Pedelec genannt) sind einspurige Fahrzeuge mit Elektromotor. Sie haben seit Beginn der 2010er Jahre hohe Zuwachsraten.

### Elektromotorroller und Elektromotorräder
Auch verschiedene elektrisch angetriebene Kleinkrafträder wie Elektromotorroller oder Elektromotorräder sind erhältlich.

### Elektroflugzeuge
Mit dem Ultraleichtflugzeug Pipistrel Velis Electro hat 2020 weltweit das erste vollelektrische Flugzeug eine Typzulassung erhalten.
Durch Elektromotoren und moderne Akkus wurden Multicopter (siehe eVTOL) mehr verbreitet. Diese sind beispielsweise als autonome Flugtaxis in der Erprobung oder als Drohnen im Einsatz. Beispiele dafür sind Volocopter, Lilium Jet, EHang, CityAirbus, Boeing Passenger Air Vehicle.

### Elektroboote und -schiffe
Elektrische Ausflugsschiffe fahren zum Beispiel seit 1909 auf dem Königssee in Bayern. Seit 2015 ist die elektrische Fähre Ampere in Norwegen in Betrieb. Seitdem verkehren in Norwegens Schärengewässer zunehmend akkubetrieben Fährschiffe. Seit 2017 verkehrt in Finnland die erste Elektrofähre Elektra.

### Sonstige Fahrzeugarten
Zu weiteren elektrisch angetriebenen Fahrzeugarten gehören Elektromobile, Elektrorollstühle, E-Karts, Elektrokarren, Golfmobile und Elektrostapler.

## Potenziale und Probleme

### Vor- und Nachteile von Elektrofahrzeugen
Primärer Vorteil von Elektrofahrzeugen gegenüber Verbrennerfahrzeugen ist die lokale Abgas-Emissionsfreiheit. Für eine ganzheitliche Lebenszyklusanalyse sind dagegen zahlreiche weitere Emissionen und Verbräuche zu berücksichtigen, zum Beispiel neben denen der Energieerzeugung und -bereitstellung (Graue Energie) diejenigen der Produktherstellung und -entsorgung. Die maximale Emissionsreduzierung ist dabei an die Verwendung von erneuerbaren Energiequellen gebunden. Allerdings bewirken batterieelektrische Fahrzeuge bereits bei Nutzung des durchschnittlichen europäischen Strommix einen bei weitem geringeren Ausstoß von Kohlenstoffdioxid als herkömmliche Fahrzeuge mit Verbrennungsmotor. Nach einer Studie 2015 lagen dann die Treibhausgas-Ersparnisse bei 44 bis 56 % in der einfachen Well-to-Wheel-Betrachtung bzw. 31 bis 46 % mit Herstellung des Batteriepacks. Elektrofahrzeuge emittieren demnach für den Fahrbetrieb weniger Kohlenstoffdioxid, bei ihrer Herstellung jedoch mehr. Eine 2010 veröffentlichte Studie des interdisziplinären EMPA-Forschungsinstituts des Bereichs Materialwissenschaften und Technologie der Eidgenössischen Technischen Hochschule Zürich (ETH) kam zu dem Ergebnis, dass bei Elektroautos etwa 15 % der gesamten Umwelteinflüsse auf die Herstellung der Akkumulatoren entfallen (siehe Umweltbilanz von Elektroautos).
Neben der lokalen Abgas-Emissionsfreiheit des Elektroantriebs haben Elektrofahrzeuge weitere kunden- und umweltrelevante Vorteile:
- Elektroautos sind in Gebieten geringer Geschwindigkeit (zum Beispiel Wohngebieten) oder beim Anfahren an Kreuzungen und Ampeln für die Umwelt deutlich leiser. Busse, Räum- oder Müllfahrzeuge mit Elektroantrieb sind im gesamten Geschwindigkeitsspektrum des Stadtverkehrs deutlich leiser. Dasselbe gilt für Mofas, Mopeds und Motorräder.[14]
- Elektromagnetische Nutzbremsung, und dadurch weniger Emissionen durch Feinstaub aus Bremsbelägen.
- Energierückgewinnung durch die Möglichkeit der Rekuperation.
- Höherer Fahrkomfort durch leiseren (innen und außen) und vibrationsarmen Antriebsstrang; keine Schaltvorgänge.
- Besseres Verhältnis von Innenraum zu Fahrzeuggröße (bei Fahrzeugen, die als Elektrofahrzeug konzipiert wurden).
- Hohes Drehmoment des Motors aus dem Stand.
- Keine Verbrauchskosten bei stehendem Fahrzeug.
- Geringere Verbrauchskosten beim Laden zu Hause (siehe auch Wirtschaftlichkeit des Elektroautos).[15]
- Höhere Lebensdauer / geringere Wartungskosten des verschleißarmen Antriebs.
- Möglichkeit der Integration des Fahrzeugs in die Energieinfrastruktur (Vehicle to Grid).[16]
- Geringere Kraftfahrzeugbesteuerung von Elektrofahrzeugen in einigen Staaten (in Deutschland zeitlich begrenzt).

Demgegenüber können sich jedoch auch kunden- und umweltrelevante Nachteile von Elektrofahrzeugen ergeben:
- Höherer Anschaffungspreis, jedoch vermindert sich dieser Nachteil inzwischen (bspw. Model 3 ist billiger als ein vergleichbares Fahrzeug mit Verbrennungsmotor)
- Geringere Reichweite
- Zeitaufwand für das Aufladen der Fahrzeugbatterien bei Fernfahrten im Vergleich zu der Betankung von Fahrzeugen mit Diesel-, Benzin- oder Erdgasmotoren
- Beschränktes Angebot an Ladestationen
- Fehlen von Service-Infrastruktur (Werkstätten) in Teilen der Welt, insbesondere in Entwicklungsländern

### Sicherheit
Zu Antriebsbatterien ist bekannt, dass Fahrzeugbrände mit Beteiligung der Batterien vorkommen können und schwierig zu bekämpfen sind. Statistische Daten lassen darauf schließen, dass E-Autos deutlich seltener brennen als Fahrzeuge mit Verbrennungsmotor. Einzelfälle brennender Elektroautos erzielen derzeit hohe mediale Aufmerksamkeit, sind jedoch angesichts von insgesamt jährlich ca. 15.000 Fahrzeugbränden allein in Deutschland kein Hinweis auf eine besondere Brandgefahr. Auch das Laden der Fahrzeuge in Parkhäusern und Tiefgaragen stellt bei sachgemäßer Elektroinstallation keinen zusätzlichen Risikofaktor dar.
Ein weiterer wichtiger Aspekt ist die Sicherheit von anderen Verkehrsteilnehmern. Bei niedrigen Geschwindigkeiten sind Elektrofahrzeuge so geräuscharm, dass Fußgänger und Radfahrer sie leicht überhören können. Daher schreibt die EU seit 2014 vor, dass neue Elektro- und Hybrid-Kraftfahrzeuge mit einem Acoustic Vehicle Alerting System (AVAS) ausgestattet sein müssen. Dieses System erzeugt bis zu einer Geschwindigkeit von 20 km/h Geräusche, die denen von Benzin- oder Dieselfahrzeugen ähneln. Bei höheren Geschwindigkeiten wird das Rollgeräusch der Reifen hörbar.

## Ladeinfrastruktur

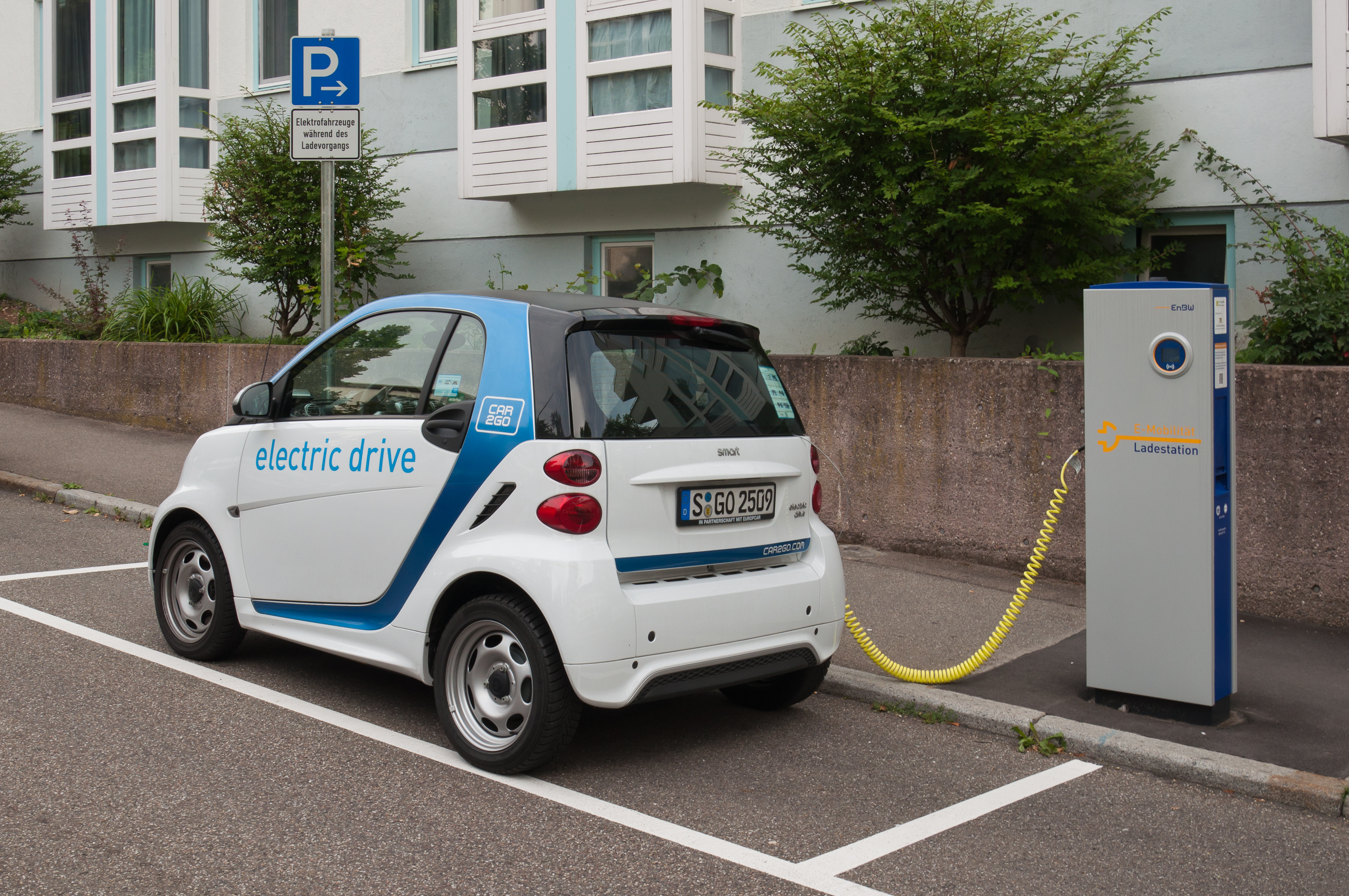
Smart lädt an einer Wechselstrom-Ladestation

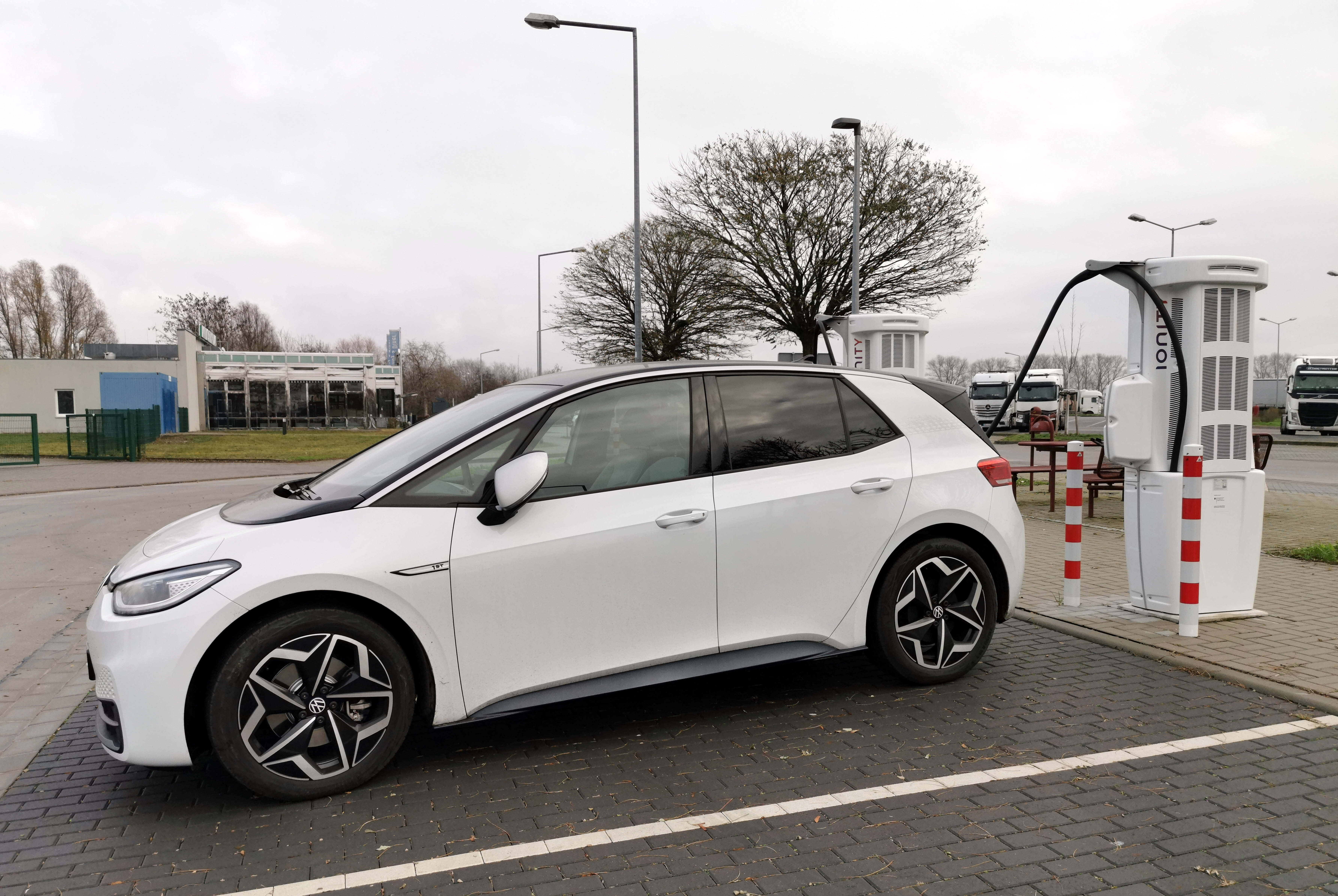
VW ID.3 lädt an einer Gleichstrom-Schnellladestation

Der Ausbau der Ladeinfrastruktur wird als wichtiges Instrument zur Förderung der Elektromobilität angesehen.
In Europa wurde das Typ-2-Stecksystem für Wechselstrom standardisiert. Um für Schnellladung per Gleichstrom im Auto keine zweite Steckdose zu benötigen, wurde das kombinierte System Combined Charging System (CCS) entwickelt. Die technischen Vorgaben neu zu errichtender öffentlicher Ladepunkte wird in Deutschland seit März 2016 durch die Ladesäulenverordnung reguliert.
Praktisch alle Elektroautos können über eine In-Kabel-Kontrollbox an einer Haushaltssteckdose aufgeladen werden. Da jedoch nur die wenigsten haushaltsüblichen Steckdosen für dauerhafte hohe Ströme ausgelegt sind, bieten die Fahrzeughersteller und externe Dienstleister an, Wandladestationen, sogenannte „Wallboxen“ mit dem Verkauf des Fahrzeugs beim Kunden zu installieren. Seit vielen Jahren gibt es das ursprünglich in der Schweiz entstandene „Park & Charge“-System der öffentlichen Ladestationen für Solar- und E-Mobile. Die Tankstellen sind über einen europaweit einheitlichen Schlüssel zugänglich und liefern je nach Ausführung und Absicherung standardmäßig 3,5 kW oder 10 kW. Ähnlich angelegt sind die Ladehalte der Drehstromnetz-Initiative.
Abgesehen von verschiedenen technischen Restriktionen in der Akkutechnik ist die Ladegeschwindigkeit vor allem von der Leistung des Ladegerätes abhängig. Während der Ladevorgang bei einem herkömmlichen Haushaltsanschluss mit 3,3 kW bei einem Elektrofahrzeug mit einer Batterie von etwa 20 kWh ca. 6–8 Stunden dauert, so reduziert ein 11-kW-Anschluss die Ladezeit auf ca. 2 Stunden. Deutlich schnellere Ladezeiten sind mit Schnellladeeinrichtungen möglich: Bei 50 und mehr kW ist ein Elektrofahrzeug meist in ca. 30 Minuten für eine Weiterfahrt ausreichend mit ca. 80 % geladen.
Das Unternehmen Tesla, Inc. betreibt mit den Superchargern ein eigenes Schnellladenetzwerk. Anfangs war es nur von Tesla-Fahrzeugen nutzbar und nutzte den Typ-2-Stecker. Seit 2019 werden die Ladestationen in Europa auf den CCS-Stecker umgestellt. 2021 startete die Öffnung einzelner Standorte für Fremdmarken.
Für kleinere und mittelständische Unternehmen (KMU), die ihre Ladeinfrastruktur Mitarbeitern und Kunden zur Verfügung stellen möchten, bieten sich Wallboxen mit Lade- und Abrechnungssoftware an, die die Gesetze des Mess- und Eichrechts erfüllen und somit eine einheitliche und exakte Erfassung des geladenen Stroms ermöglichen.